# 택슬리
택슬리(영어: taxly)는 대한민국의 세무, 회계, 재무 포털 사이트이다. 운영 업체는 브릿지코드 주식회사이며 2020년 8월 설립하였으며. 현재를 기준으로 카카오 계정으로만 회원가입이 가능하다.

## 연혁
- 2020년 8월 : '택톡 주식회사' 설립
- 2020년 11월 : '택톡 보관됨 2021-02-19 - 웨이백 머신' 서비스 오픈
- 2020년 12월 : "택톡 전문가" 오픈
- 2021년 1월 : 다음 검색 서비스 오픈
- 2021년 2월 : 포털 사이트 "taxtalk.택스톡"으로 재단장
- 2021년 2월 : "택슬리 취업정보" 보관됨 2021-10-27 - 웨이백 머신 오픈
- 2021년 3월 : "택슬리 견적하기" 오픈
- 2021년 4월 : 서비스명 "택슬리 :: 슬기로운 세금, 택슬리" 로 재단장

## 제공 중인 서비스
- 전문가 찾기
- 포럼 보관됨 2021-10-27 - 웨이백 머신
- 취업정보 보관됨 2021-10-27 - 웨이백 머신
- 포스트
- 상담글
- 견적요청